# سینما در اراک
اراک از جمله شهرهایی بود که در دهه دوم سال ۱۳۰۰ خورشیدی صاحب سینما شد. در پدید آمدن سینما در اراک مهاجرین روس و ارمنی نقش بزرگی را ایفا کردند. علت پا نگرفتن سینما توسط ایرانی‌ها یا افراد مقیم اراک وجود تعصبات مذهبی در جامعه آن زمان بود زیرا برخی از مردم وجود سینما را موجب افزایش فساد و بی بندوباری می‌دانستند. به همین سبب ارامنه زمینه را برای ایجاد سینما مناسب دانستند.
امروزه بزرگترین سینمای کشور با نام «سینما استقلال»، در شهر اراک قرار دارد. این سینما که ظرفیت مناسب آن به بیش از ۹۰۰ صندلی می‌رسد، پس از هشت سال تعطیلی، به مرکز فرهنگی، هنری و سینمایی تبدیل شده‌است.

## سینماهای اراک
در زیر فهرست سینماهای ساخته شده در اراک آمده است. برخی از سینماها با تغییر مالکیت، تغییر نام داده‌اند اما مکان آنها تغییر نکرده است:
| نام سینما                 | سال افتتاح (خورشیدی) | محل استقرار        | مؤسس                          | اولین فیلم   |
| ------------------------- | -------------------- | ------------------ | ----------------------------- | ------------ |
| سینما آریان               | ۱۳۱۲                 | پل برق (اداره برق) | ایرمانوف                      | دختر لر      |
| سینما موسیو (اراک)        | ۱۳۱۸                 | پاساژ امیرکبیر     | اکسن عجمیان و خسرو شایانیان   | ریبلاس       |
| سینمای آمریکایی‌ها (خصوصی) | ۱۳۲۰                 | راه آهن            | نامعلوم                       | -            |
| سینما ایران               | ۱۳۳۷                 | ضلع شرقی باغ ملی   | عزیزالله کردوانی و امین امینی | -            |
| سینما دنیا                | ۱۳۳۹                 | ضلع غربی باغ ملی   | برداران سیفی                  | میهن پرستان  |
| سینما دیاموند             | ۱۳۳۹                 | ضلع غربی باغ ملی   | برداران سیفی                  | -            |
| سینما سینما کاپری (آزادی) | اوایل دهه چهل        | ضلع شرقی باغ ملی   | امیرقلی دهش                   | بانکوک       |
| سینما قصرطلایی            | ۱۳۴۹                 | خیابان امام        | امیرقلی دهش                   | قلعه عقاب‌ها  |
| سینما دیانا               | اوایل دهه پنجاه      | پاساژ امیرکبیر     | محسن سیفی                     | -            |
| سینما فرهنگ               | دهه پنجاه            | ضلع غربی باغ ملی   | -                             | عملیات مرداب |
| سینما شهرصنعتی            | ۱۳۶۰                 | شهرصنعتی           | نامعلوم                       | اعدامی       |
| سینما عصرجدید             | ۱۳۷۲                 | ضلع شرقی باغ ملی   | بلوریان                       | -            |